# Logis Barrault
Pour les articles homonymes, voir Barrault.
Le Logis Barrault est le plus ancien hôtel particulier de la ville d'Angers. Situé au cœur du centre historique d'Angers sur un site antique et médiéval, la Place Saint-Éloi, il regroupe un ensemble impressionnant de bâtiments, construits au fil des siècles. Il abrite le Musée des beaux-arts d'Angers

## Historique
Il fut édifié entre 1486 et 1493 par Olivier Barrault serviteur du roi, trésorier de Bretagne et maire d’Angers à trois reprises.
L'hôtel particulier a accueilli de grands hôtes de passage : Louis XII et Anne de Bretagne, César Borgia, Marie Stuart, Marie de Médicis... Cette dernière, veuve d'Henri IV, en devint la propriétaire.
En 1598, l’Édit de Nantes est préparé à Angers par Henri IV au Logis Barrault. À l’époque, l’édit n’est pas appelé « édit de Nantes », ni même « édit d’Angers » mais « édit de pacification ».
En 1673, le logis Barrault devient propriété du clergé, et est transformé en grand séminaire, lieu de formation pour les prêtres.
Aux XVIIe et XVIIIe siècles, de profondes transformations et extensions sont effectuées.
À la Révolution française, le Directoire fonde les Écoles centrales ; celle de Maine-et-Loire est transférée dans les locaux de l'ancien grand séminaire.
Avec l'ouverture du muséum de l'École centrale de Maine-et-Loire en mai 1801, le logis Barrault acquiert aussi la fonction de musée.
Entre 1999 et 2004, de gigantesques travaux de rénovation, de transformation et d'agrandissement sont orchestrés par deux architectes de renom, Gábor Mester de Parajd et Antoine Stinco.

## Protection
Le bâtiment du XVe siècle fait l’objet d’un classement au titre des monuments historiques depuis le 29 janvier 1902. Les façades sur la rue du Musée, la construction à pans-de-bois en porte-à-faux, l'arcade reliant le logis à l'ancienne chapelle du séminaire font l'objet d'une inscription au titre des monuments historiques depuis le 12 avril 1951.

## Architecture
Magnifique escalier à vis Renaissance avec voute en palmier stylistiquement assez proche de celles du Château de Baugé, de l'hôtel de ville de Saumur ou du Château de Montsoreau.

## Galerie de photographies

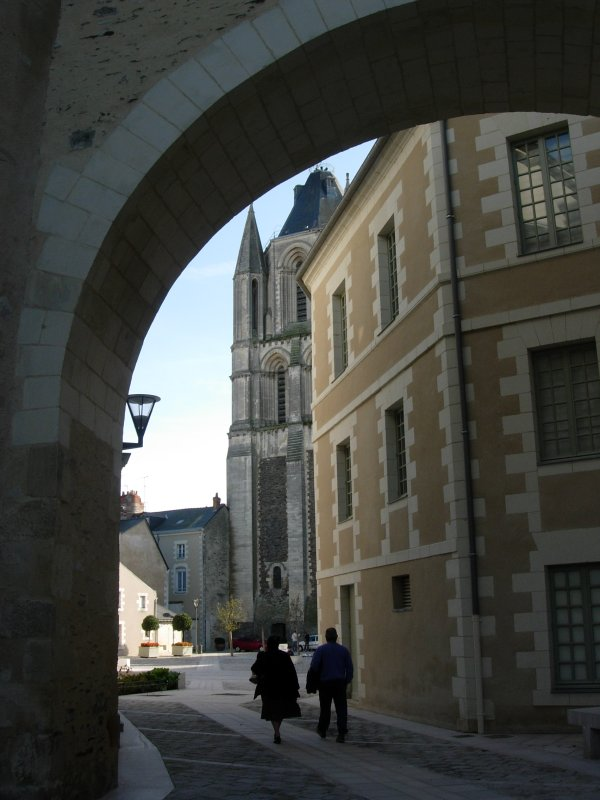
La place Saint-Éloi avec la Tour Saint Aubin
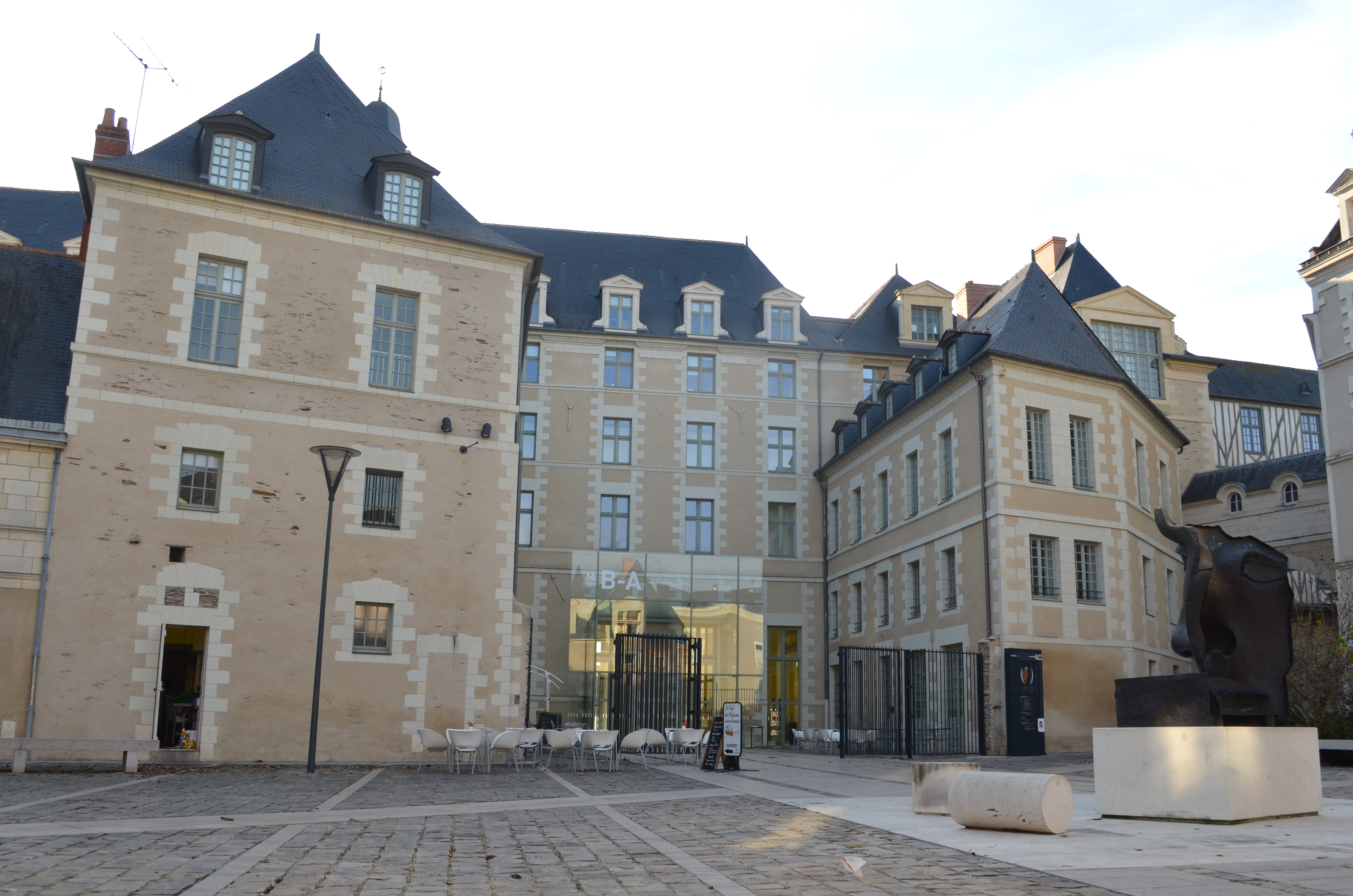
Entrée du musée des Beaux-Arts
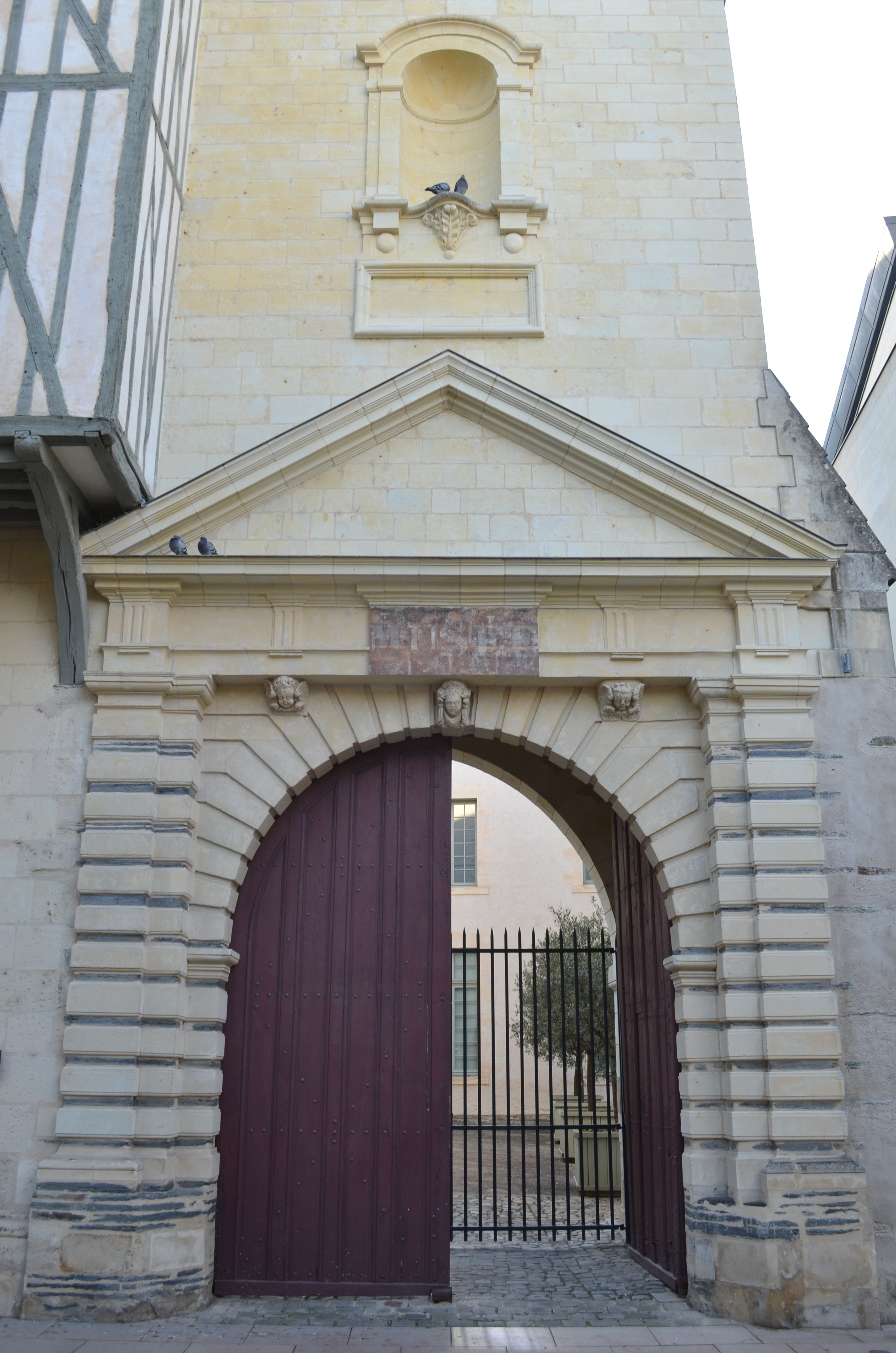
Porte néo-classique édifiée en 1854
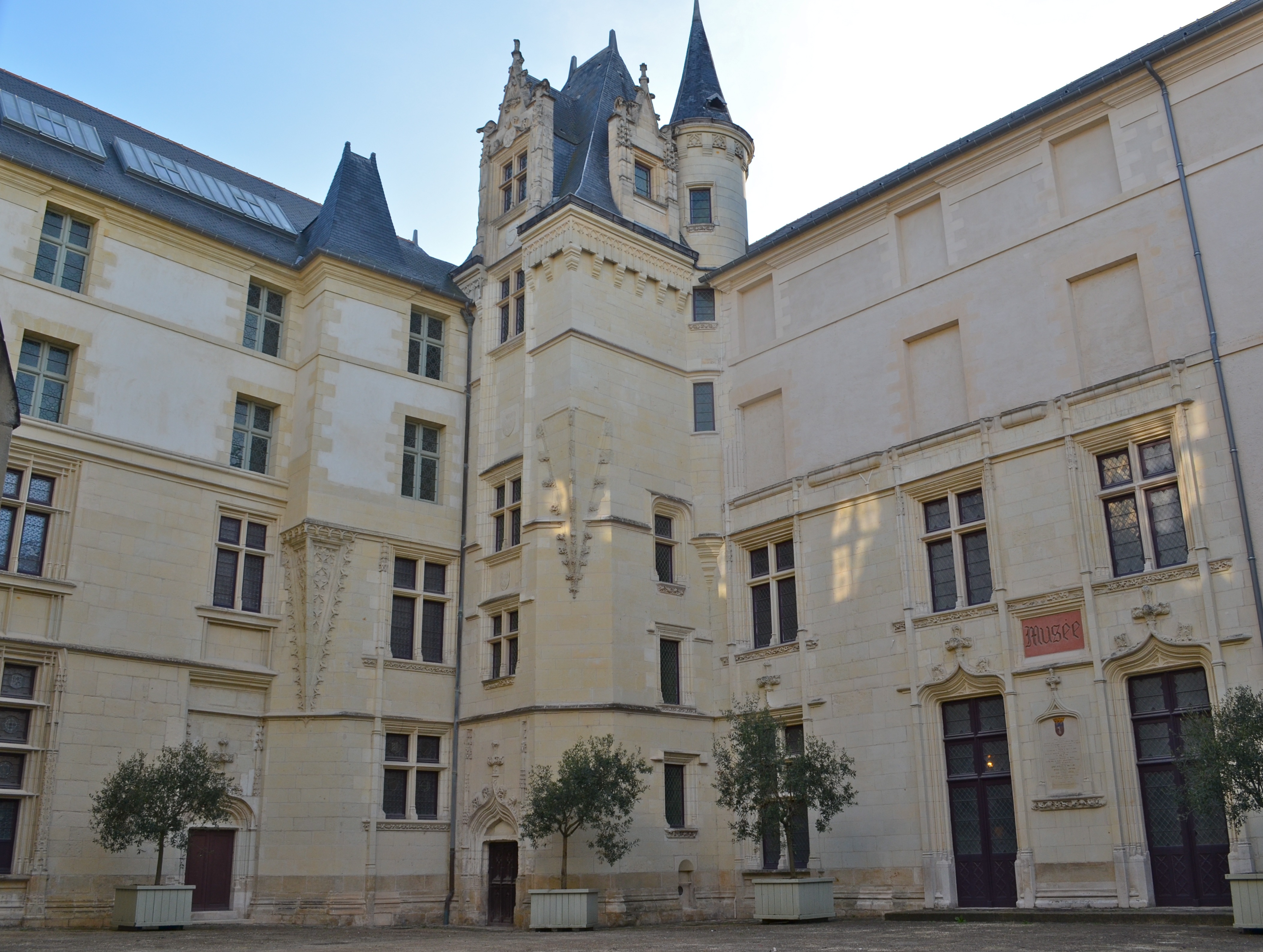
Cour intérieure du logis
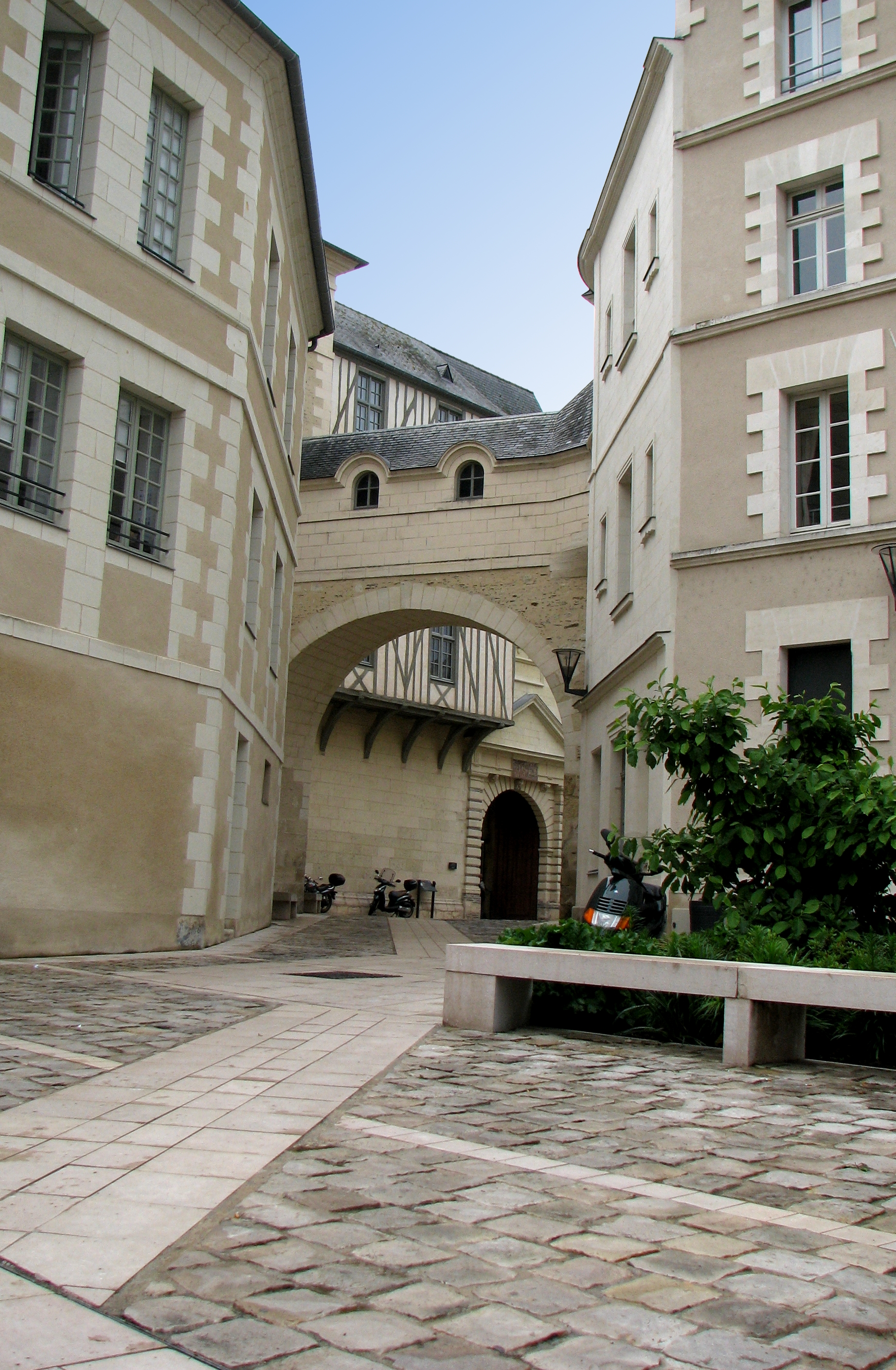
Galerie de liaison entre le Logis Barrault et l'église prieurale.
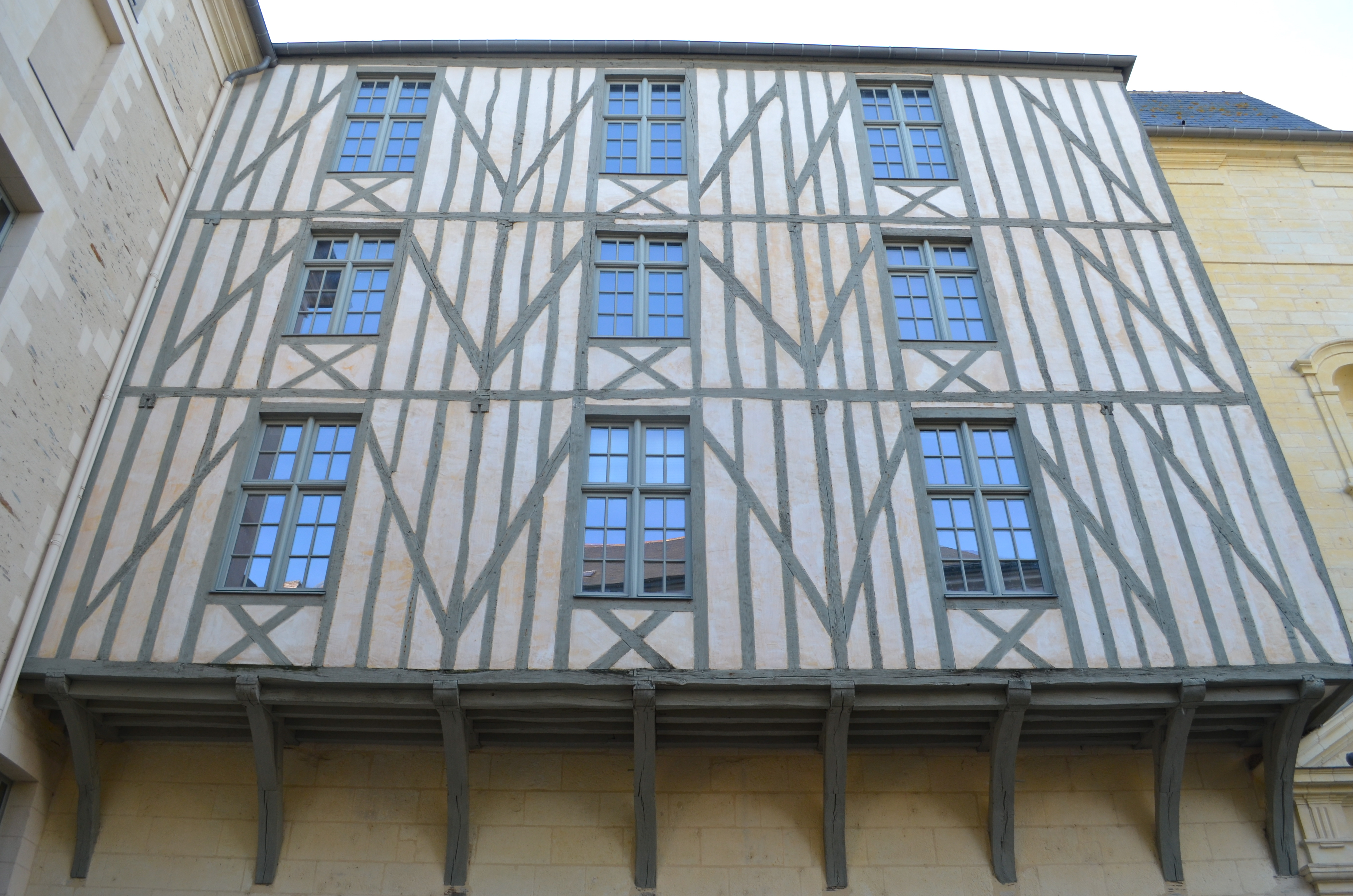
Façade à pans de bois
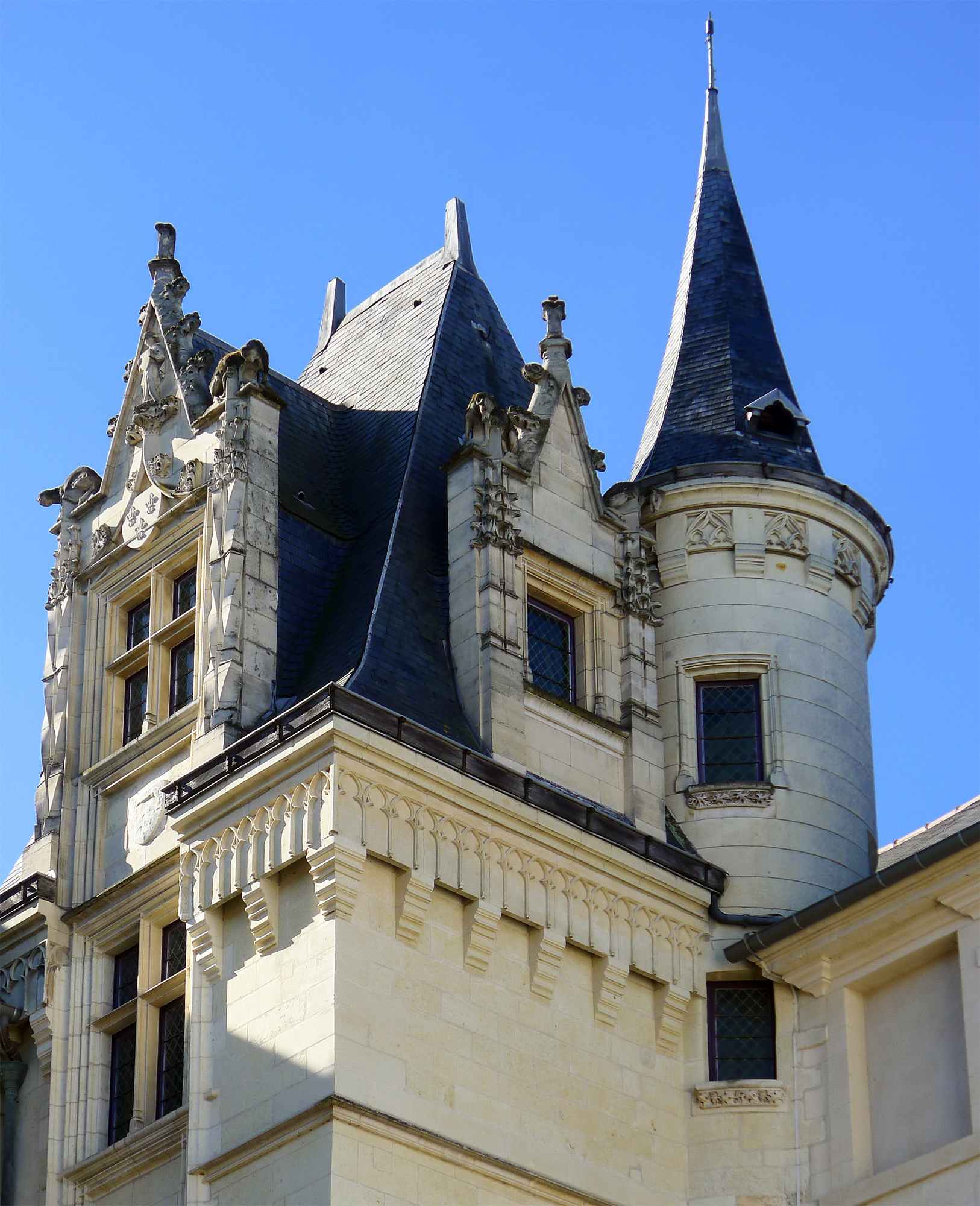
Réminiscence gothique : la tour avec clocheton.

La loggia voûtée est l'une des particularités du logis Barrault.